# Контактовий метаморфізм
Конта́ктовий метаморфі́зм (рос. контактовый метаморфизм, англ. contact metamorphism; нім. pyrokaustische Metamorphose f) — зміна мінерального складу або перекристалізація мінералів гірських порід під дією тепла магматичних тіл в їх приконтактній області.
Цей локальний метаморфізм викликається існуванням високих температурних градієнтів, що досягають декількох або десятків градусів на 1 м, характеризується також низьким тиском, властивим малим і середнім глибинам (1—15 км). При збільшенні глибини і тиску температурні градієнти меншають, зони контактового метаморфізму розростаються і поступово змінюються обширними зонами регіонального метаморфізму.
Продукти контактового метаморфізму прийнято називати роговиками. Виділяють роговики санідинітової фації (700—1000°С, тиск від 2,0 до дек. десятків МПа), фації піроксенових роговиків (550—700°С, тиск до 300 МПа) і фації амфіболових роговиків (400—600°С, тиск до 400—500 МПа).
Найважливіший агент контактового метаморфізму — флюїд, що виділяється з магми при її просуванні (прогресивний етап) і застиганні (регресивний етап). Він не тільки провідник тепла, але й каталізатор.
Контактовий метаморфізм відбувається головним чином ізохімічно.

## Продукти контактового метафорфізму

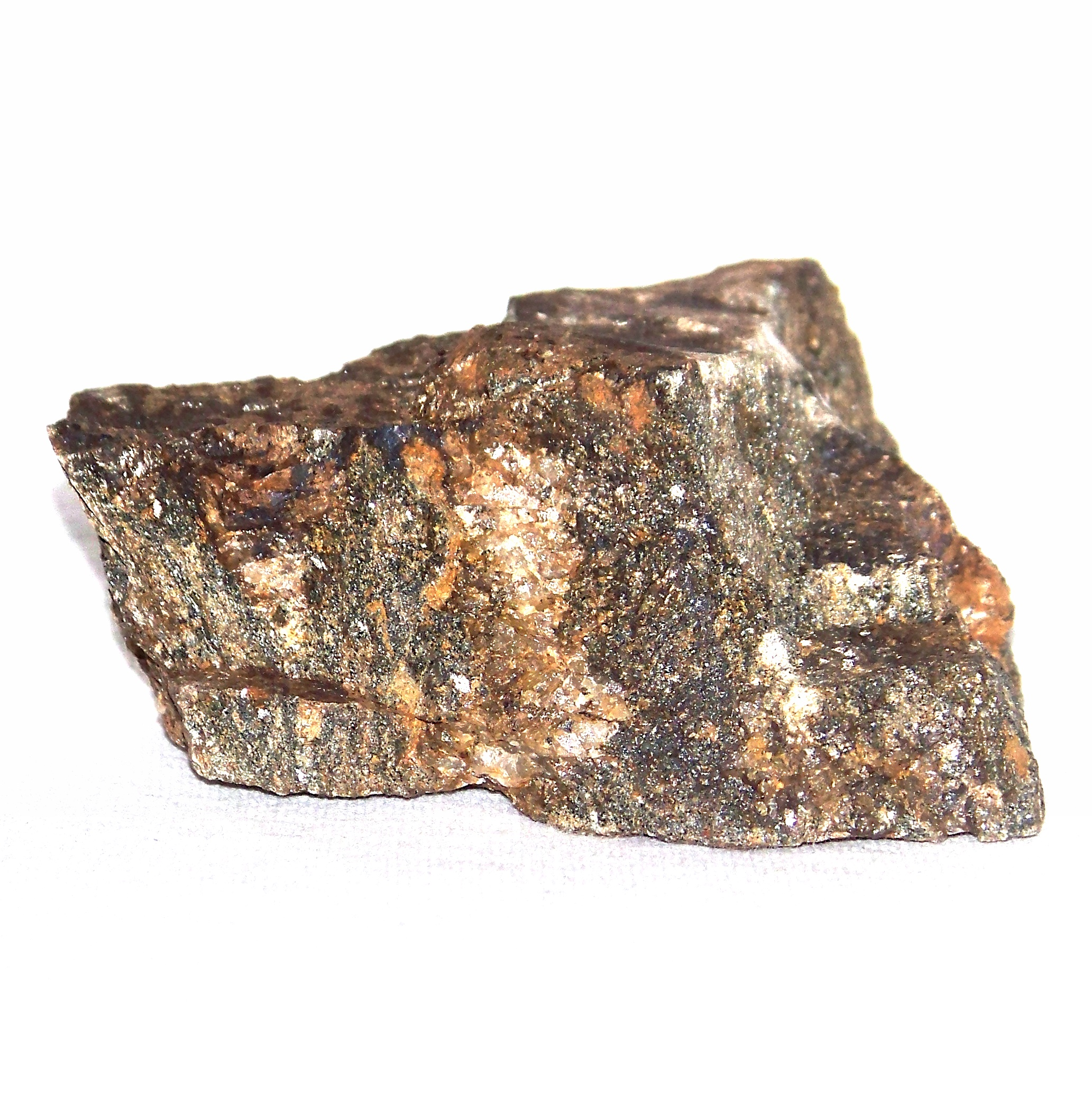
Роговик
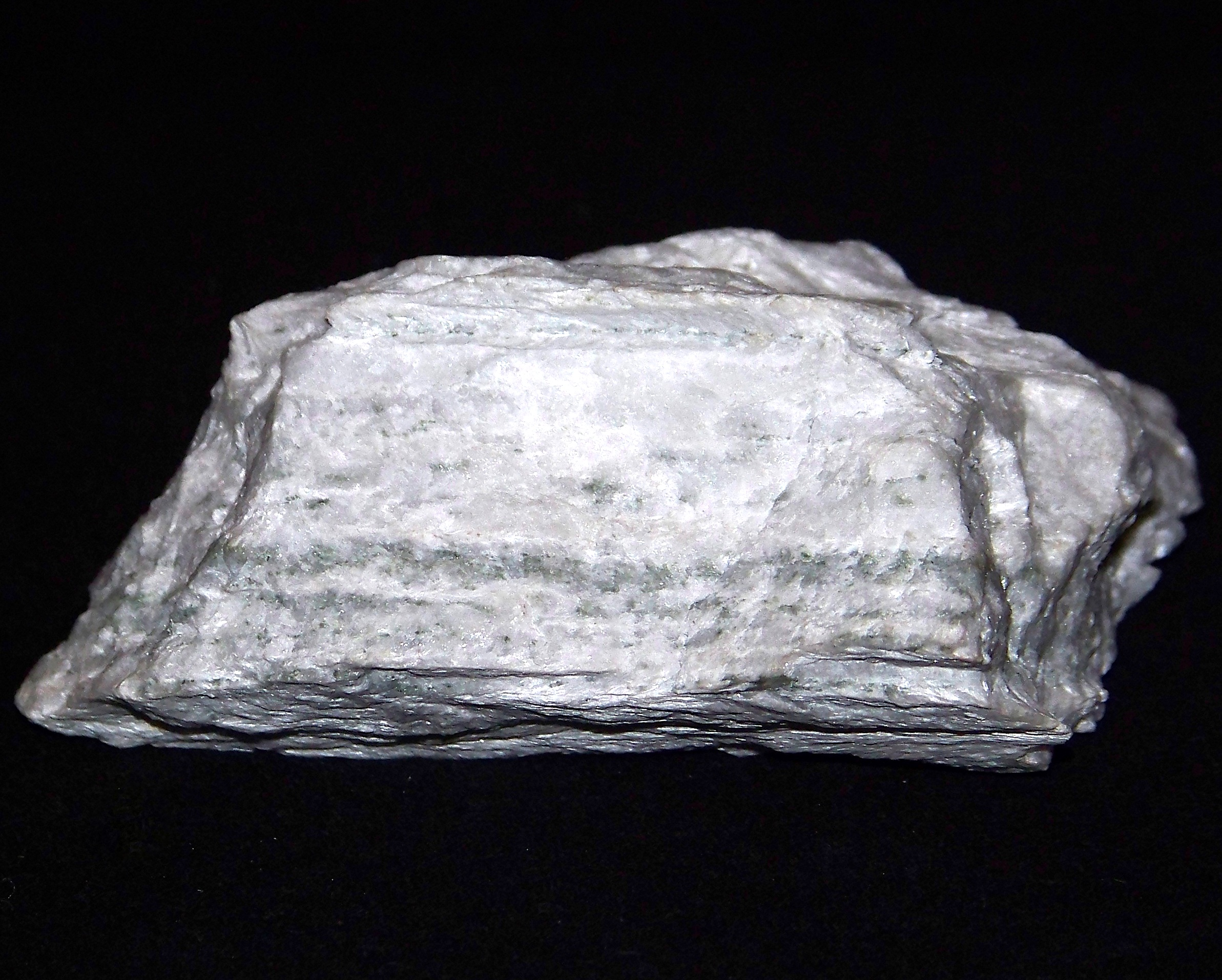
Скарн